# 東京マスタープレイス

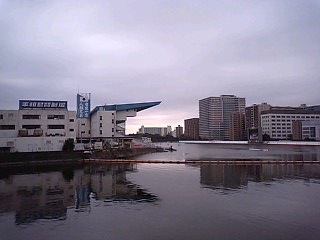
平和島競艇と東京マスタープレイス（右奥）

東京マスタープレイス（トウキョウマスタープレイス）は、東京都大田区大森本町一丁目8番10号にある超高層マンション。

## 概要
かつての大森海岸（現在の平和島競艇場より西は海であった）に面していた有名料亭「澤田屋」の敷地にあたる。1980年代敷地が切り売りされ、南側に大森海岸パークハウスが、北西側に第一ホテル大森が建った。ホテルの庭園として澤田屋の庭園は残された。その後2000年代になると24階建て総戸数434戸の超高層マンションが建設された。高さは74.81m。竣工当時、大田区最大級の大規模免震タワーマンションであった。当時としては最先端の大成建設による複合免震構法「ハイブリッドTASS」、100年コンクリートなどが採用されている。
災害に備え、緊急救助などに対応するためのヘリコプターのホバリングスペースを屋上に備える。また、地下1階に防災備蓄倉庫を設けている。

## 沿革
- 2000年（平成12年）10月 - 大京、洋伸不動産を事業主として着工。大成建設が施工した[1]。
- 2002年（平成14年）8月 - 竣工。 管理会社は大京管理（現大京アステージ）となる。